# Annahita Parsan
Annahita Parsan född 1962 är en svensk-iransk präst och föreläsare.

## Biografi
Parsan växte upp i Iran, gifte sig som 16-åring men blev kort efter första barnets födelse änka då hennes man dog i sviterna efter en bilolycka. Hon gifte om sig med en man som strax började misshandla henne. Hennes försök att skiljas hindrades genom hot att anklaga henne för otrohet, vilket efter den islamiska revolutionen 1979 med ringa beviskrav innebar risk för att bli stenad till döds. På grund av det politiska läget blev det omöjligt för Parsans man att stanna i landet, och hela familjen tvingades fly från Iran via Turkiet till Danmark.
Misshälligheterna i familjen fortsatte i Danmark, och efter sex år flydde Parsan till Sverige där hon under flera år vistades på skyddade boenden, bland annat i Vadstena kloster. Olika händelser och möten gjorde att hon 1994 blev kristen, öppnade eget skrädderi och jämsides började studera till präst i Uppsala. I januari 2012 vigdes hon till präst i Svenska kyrkan och kom samma år till Hammarbykyrkan i Stockholm, där hon alltjämt (2019) arbetar. Hennes förkunnelse har nått många farsitalande och gett en stor tillströmning av besökare i Hammarbykyrkan, något som bidragit till att hon 2018 tilldelades Evangelistfondens pris "Årets evangelist".
Parsans livsberättelse har återberättats bland annat i SVT2 och TV4 samt getts ut i boken Flykten till livet.

## Utmärkelser
- 2018 – Evangelistfondens pris "Årets evangelist"[5] med motiveringen "Årets evangelist Annahita Parsan flydde 1984 från Iran. Idag är hon ledare för den persisktalande församlingen i Hammarbykyrkan och en av Sveriges mest välkända präster. Efter en lång och smärtsam resa genom livet där hon varit flykting, fått utstå misshandel och förtryck har hon med Guds hjälp blivit upprättad till den fruktbärande tjänst för kyrkan som hon står i idag."[6]